# Kasteel van Watou

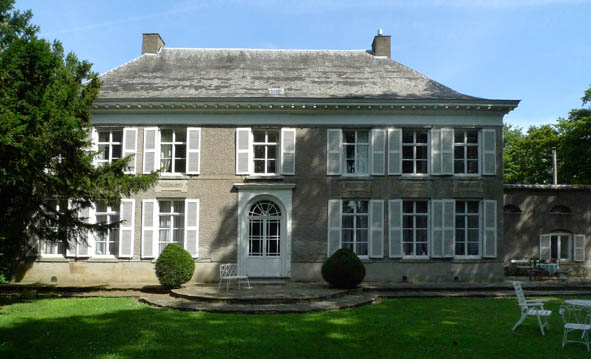
Kasteel van Watou

Het Kasteel van Watou is een voornaam huis in de tot de West-Vlaamse gemeente Poperinge behorende plaats Watou, gelegen aan Kasteelstraat 1.

## Geschiedenis
Op deze plaats werd in 1620 een kasteel gebouwd door Johannes van Ydeghem, heer van Watou. Dit kasteel werd in 1793 verwoest door de revolutionaire Fransen. Enkel de toegangsbrug en de poort bleven gespaard.
Omstreeks 1810 werd op de plaats van het voormalige kasteel een herenhuis gebouwd.

## Gebouw
De poort is in de stijl van de late renaissance. Het herenhuis, in een omgrachte tuin, werd in neoclassicistische stijl gebouwd. Het is een breed huis van twee verdiepingen, onder schilddak. Het neoclassicistische interieur is nog aanwezig. Een conciërgewoning met koetshuis is aangebouwd.